# Santa Fe (Granada)
Santa Fe ist eine Stadt in Spanien mit 15.269 Einwohnern (Stand: 2024) und liegt in der Vega de Granada, etwa zehn Kilometer (Luftlinie) westlich der Stadt Granada, zu deren Einzugsbereich Santa Fe gehört.

## Geschichte
Santa Fe (spanisch: "Heiliger Glaube") entwickelte sich aus einem Heerlager, das die Katholischen Könige 1483 hier einrichten und 1491 zur Belagerung der maurischen Stadt Granada in eine befestigte Stadt umwandeln ließen.
Die Stadt wurde Briviesca, einem Ort in der Provinz Burgos nachempfunden; die einfache Gitteranlage der Straßen wurde dann auch für viele spanische Neugründungen in der neuen Welt stilprägend.
Hier wurde am 25. November 1491 der Vertrag von Granada unterzeichnet, der das Ende der maurischen Herrschaft über das Reich und die Stadt Granada bedeutete. Am 17. April 1492 wurde hier zudem die Kapitulation von Santa Fe unterzeichnet, mit der das spanische Königspaar Isabella I. von Kastilien und Ferdinand II. von Aragón dem Seefahrer Christoph Kolumbus das Recht einräumten, einen Seeweg nach Indien zu suchen und ihn zum Vizekönig und Generalgouverneur über alle von ihm entdeckten Gebiete machten. 
Aufgrund dieser Ereignisse wird Santa Fe zuweilen auch als der „Geburtsort des modernen Spanien“ oder „Die Wiege der spanischen Einheit“ (spanisch La Cuna de la Hispanidad) angesehen.

### Einwohnerentwicklung
| Jahr                                            | 1900  | 1910  | 1920  | 1930  | 1940   | 1950   | 1960  | 1970   | 1980   | 1990   | 2000   | 2010   | 2020   |
| ----------------------------------------------- | ----- | ----- | ----- | ----- | ------ | ------ | ----- | ------ | ------ | ------ | ------ | ------ | ------ |
| Einwohner                                       | 6.424 | 7.193 | 7.850 | 8.895 | 10.121 | 10.231 | 9.760 | 10.614 | 11.291 | 12.000 | 12.824 | 15.280 | 15.203 |
| Quelle: Instituto Nacional de Estadística (INE) |       |       |       |       |        |        |       |        |        |        |        |        |        |

## Bauwerke
- Die neoklassische Iglesia de Nuestra Señora de la Encarnación wurde im 18. Jahrhundert anstelle eines kleinen, auf Geheiß der Katholischen König errichteten Tempels erbaut, der bei einem Erdbeben zerstört worden war.
- Von den ursprünglich vier Stadttoren sind noch drei erhalten (La Puerta de Jaén, La Puerta de Granada und La Puerta de Loja). Auf der Puerta de Loja findet sich eine Plakette mit folgender Inschrift: Rex Ferdinandus, Regina Elisabet, urben quan cemis, mínima constituere die adversus fides erecta est, ut conterat ostes. Hit censet dice, nomine Santa Fides.[4]
- Das 1932 im Neomudejár-Stil errichtete Rathaus am Plaza de España.
- Das 1992 errichtete Centro Damián Bayón befindet sich an dem Ort, an dem 1492 der Vertrag zwischen Kolumbus und den Katholischen Königen unterzeichnet wurde.[5] Es beherbergt das Instituto de America de Santa Fe, dessen Ziel es ist, Kunst und Kultur der Amerikas zu präsentieren.

## Städtepartnerschaften
Santa Fe listet folgende 19 Partnerstädte auf:
| Stadt                 | Land                            | seit |
| --------------------- | ------------------------------- | ---- |
| Ambato                | Tungurahua, Ecuador             | 1990 |
| Baiona                | Galicien, Spanien               | 1993 |
| Bogotá                | Kolumbien                       | 1982 |
| Briviesca             | Kastilien und León, Spanien     | 1998 |
| Caguas                | Puerto Rico, Vereinigte Staaten | 2003 |
| Guanajuato            | Mexiko                          | 1997 |
| Magdalena del Mar     | Lima, Peru                      | 1986 |
| Ocotal                | Nueva Segovia, Nicaragua        | 1987 |
| Palos de la Frontera  | Andalusien, Spanien             | 1982 |
| Quetzaltenango        | Guatemala                       | 2000 |
| San Miguel de Allende | Guanajuato, Mexiko              | 1985 |
| Santa Cruz            | Guanacaste, Costa Rica          | 1988 |
| Santa Fe              | Argentinien                     | 1981 |
| Santa Fe              | New Mexico, Vereinigte Staaten  | 1983 |
| Santa Fe, Playa       | Havanna, Kuba                   | 1984 |
| Santa Fe de Sorte     | Venezuela                       | 1989 |
| Valparaíso            | Chile                           | 1991 |
| Vila do Bispo         | Algarve, Portugal               | 2005 |
| Vire                  | Normandie, Frankreich           | 1988 |

## Persönlichkeiten
- Diego García (1895–?), Fechter